# Cúbit

Representación gráfica de un cúbit en forma de esfera de Bloch: aparte de los estados, son posibles estados generales de tipo.

Un cúbit o bit cuántico (del inglés quantum bit o qubit) es un sistema cuántico con dos estados propios y que puede ser manipulado arbitrariamente. Solo puede ser descrito correctamente mediante la mecánica cuántica, y solamente tiene dos estados bien distinguibles mediante medidas físicas. También se entiende por cúbit la información que contiene ese sistema cuántico de dos estados posibles. En esta acepción, el cúbit es la unidad mínima y por lo tanto constitutiva de la teoría de la información cuántica. Es un concepto fundamental para la computación cuántica y para la criptografía cuántica, el análogo cuántico del bit en informática.
Su importancia radica en que la cantidad de información contenida en un cúbit y, en particular, la forma en que esta información puede ser manipulada son fundamental y cualitativamente diferentes de las de un bit clásico. Hay operaciones lógicas, por ejemplo, que son posibles en un cúbit y no en un bit.
El concepto de cúbit es abstracto y no lleva asociado un sistema físico concreto. En la práctica, se han preparado diferentes sistemas físicos que, en ciertas condiciones, pueden describirse como cúbits o conjuntos de cúbits. Los sistemas pueden ser de tamaño macroscópico, como un circuito superconductor, o microscópico, como un conjunto de iones suspendidos mediante campos eléctricos.
Matemáticamente, un cúbit puede describirse como un vector de módulo unidad en un espacio vectorial complejo bidimensional. Los dos estados básicos de un cúbit son {\displaystyle |0\rangle } y {\displaystyle |1\rangle }, que corresponden al 0 y 1 del bit clásico (se pronuncian: ket cero y ket uno). Pero además, el cúbit puede encontrarse en un estado de superposición cuántica combinación de esos dos estados ({\displaystyle \alpha |0\rangle +\beta |1\rangle }). En esto es significativamente distinto al estado de un bit clásico, que puede tomar solamente los valores 0 o 1; en resumen:
Un bit puede contener un valor (0 o 1), y un cúbit contiene ambos valores (0 y 1).
El término cúbit se atribuye a un artículo de Benjamin Schumacher que describía una forma de comprimir la información en un estado y de almacenar la información en el número más pequeño de estados, que ahora se conoce como compresión de Schumacher. En el artículo, Schumacher indicó que el término se inventó como broma, por su semejanza fonética con /cubit/ (codo, en inglés), durante una conversación con William Wootters. Posteriormente, por analogía al cúbit, se denominó ebit a la unidad para cuantificar entrelazamiento cuántico, y qutrit al análogo del cúbit con tres, y no dos, estados cuánticos, representados convencionalmente por: {\displaystyle |0\rangle }, {\displaystyle |1\rangle } y {\displaystyle |2\rangle } (kets cero, uno y dos). Para más dimensiones del espacio de Hilbert, o cuando se está generalizando a d dimensiones, se habla de qudit.

## Concepto de cúbit y fundamento matemático

### Los cúbits como unidades de información cuántica

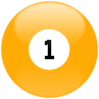
Esta imagen contiene 1 bit, 4 bits u 8 kilobytes, dependiendo de nuestras expectativas.

A la hora de definir la información contenida en cualquier sistema físico, es importante tener en cuenta que la cantidad de información depende no tanto del estado físico, sino del conjunto de estados que se estén considerando. Por ejemplo, la imagen de la derecha contiene un solo bit de información si la alternativa a un "1" es un "0": un estado entre dos posibles es un bit. Codificaríamos la información con una sucesión de ceros o unos, y cada uno aportaría un bit. En cambio, si estamos hablando de bolas de billar del tipo que se usan en un juego de bola 8, de entre las 15 numeradas más la blanca, el contenido informativo cambia. En ese caso, al pensar en la bola 1 estaríamos hablando de una posibilidad entre 16 alternativas, esto es, cuatro bits. La información se codificaría entonces en una sucesión de bolas de billar de entre 16 posibles, luego cada una de ellas aportaría cuatro bits. Finalmente, si de la forma más general posible pensamos en esta imagen como un archivo binario, veremos que ocupa 8 kilobytes, de forma que una sucesión de archivos similares contendría 8kB de información por cada uno.
Así, se llama información cuántica a la información física contenida en el estado de un sistema cuántico, de entre un conjunto de estados posibles. El cúbit es la medida más utilizada para cuantificar la información cuántica. Varios cúbits juntos forman un registro de cúbits o registro cuántico. La teoría de la información cuántica es el resultado del esfuerzo por generalizar la teoría de la información clásica de Shannon. Ofrece una nueva perspectiva a la física, complementaria a la perspectiva geométrica.
En la física clásica ya se encontraban relaciones fuertes con la información, como en el caso de la entropía ilustrado por el demonio de Maxwell. En mecánica cuántica esta relación se extiende, y se encuentran resultados como el recién mencionado teorema de no clonación, que impide el copiado de un estado cuántico no conocido, con consecuencias profundas en computación cuántica pero también con una relación clara con el principio de indeterminación.

### Diferencias entre bits y cúbits
Ya se ha indicado una de las diferencias entre bit y cúbit: un bit toma valores discretos mientras que los valores representados por un cúbit son de naturaleza continua. Sin embargo, esta característica podría replicarse con magnitudes continuas clásicas (longitudes, voltajes, etc.). 
Una segunda diferencia es el paralelismo cuántico, que es la posibilidad de representar simultáneamente los valores 0 y 1. Los algoritmos cuánticos que operan sobre estados de superposición realizan simultáneamente las operaciones sobre todas las combinaciones de las entradas. Por ejemplo, los dos cúbits
{\displaystyle {\frac {1}{2}}(|0\rangle +|1\rangle )(|0\rangle +|1\rangle )={\frac {1}{2}}(|0\rangle |0\rangle +|0\rangle |1\rangle +|1\rangle |0\rangle +|1\rangle |1\rangle )}
representan simultáneamente las combinaciones 00, 01, 10 y 11.  En este "paralelismo cuántico" se cifra la potencia del cómputo cuántico.
Una tercera característica importante que distingue al cúbit del bit clásico es que múltiples cúbits pueden presentarse en un estado de entrelazamiento cuántico. En el estado no entrelazado 
{\displaystyle {\frac {1}{2}}(|0\rangle |0\rangle +|0\rangle |1\rangle +|1\rangle |0\rangle +|1\rangle |1\rangle )}
pueden darse las cuatro posibilidades: que la medida del primer cúbit dé 0 o 1 y que la medida del segundo cúbit dé 0 o 1. Esto es posible porque los dos cúbits de la combinación son separables (factorizables), pues la expresión anterior puede escribirse como el producto 
{\displaystyle (|0\rangle +|1\rangle )\times (|0\rangle +|1\rangle )}.
El entrelazamiento es una característica no local que permite que un sistema de cúbits se exprese con una correlación más alta que la posible en sistemas clásicos. Un sistema de dos cúbits entrelazados no puede descomponerse en factores independientes para cada uno de los cúbits. Sea, por ejemplo, el entrelazamiento de dos cúbits en un Estado de Bell:
{\displaystyle |\beta _{00}\rangle ={\frac {1}{\sqrt {2}}}(|00\rangle +|11\rangle )}
(Nota: en este estado las probabilidades de obtener |00> o |11> son iguales.)
Supongamos que uno de estos dos cúbits entrelazados se entrega a Alicia y el otro a Bob. Alicia hace la medida de su cúbit, y supongamos que obtiene el valor 0. Debido al entrelazamiento de los cúbits, si Bob hace ahora su medida, conseguirá el mismo valor que Alicia, es decir, debe obtener 0. Esto es porque no existe el término |01>. De la misma forma, si Alicia hace su medida y obtiene el valor 1, y Bob la hace después, deberá obtener obligatoriamente 1 (puesto que no existe el término |10>). De esta forma, el resultado que obtiene Bob está condicionado por el que obtenga Alicia, aunque estén separados por años luz de distancia.
Este estado puede utilizarse para realizar la teleportación cuántica.
Uno de los principales modelos de computación cuántica es el circuito cuántico, en el que se aplican puertas lógicas sobre los cúbits. En el modelo de circuito cuántico cualquier algoritmo cuántico se expresa como una serie de puertas lógicas cuánticas que actúan sobre uno o varios cúbits. Esta manipulación de los estados cuánticos de dichos cúbits incluye la posibilidad de condicionar la aplicación de la puerta lógica del cúbit objetivo al estado del cúbit control. Un ejemplo típico es la negación controlada, en la que el cúbit objetivo se cambia de {\displaystyle |0\rangle } a {\displaystyle |1\rangle } y viceversa sí y solo sí el valor del cúbit control es {\displaystyle |1\rangle }.
Las puertas lógicas cuánticas tienen ciertas diferencias comparadas con las que se usan en los circuitos digitales convencionales. En particular, todas las puertas lógicas cuánticas son reversibles, es decir, que es posible invertir su acción mediante otra puerta lógica. En la práctica, esto significa que el número de cúbits de la entrada ha de coincidir con el de la salida. Cada puerta lógica cuántica se representa por una matriz unitaria.

La puerta de Hadamard en un circuito cuántico.

Un ejemplo más explícitamente cuántico es la puerta Hadamard, que acepta como entrada {\displaystyle |0\rangle } para dar como salida {\displaystyle {\frac {|0\rangle +|1\rangle }{\sqrt {2}}}} o acepta {\displaystyle |1\rangle } para dar {\displaystyle {\frac {|0\rangle -|1\rangle }{\sqrt {2}}}}. En la esfera de Bloch, se puede ver como una rotación de {\displaystyle \pi } sobre los ejes x y z. La matriz de Hadamard se expresa como: 
{\displaystyle H={\frac {1}{\sqrt {2}}}{\begin{bmatrix}1&1\\1&-1\end{bmatrix}}}.

### Vector de estado o matriz densidad
Un cúbit, en general, se presenta como una superposición o combinación lineal de los estados básicos {\displaystyle |0\rangle } y {\displaystyle |1\rangle }:
{\displaystyle |\psi \rangle =\alpha |0\rangle +\beta |1\rangle }
donde las amplitudes de probabilidad α y β son en general números complejos, esto es, contienen información de fase. Como en cualquier medida en mecánica cuántica, los cuadrados de estos coeficientes determinan respectivamente la probabilidad de obtener en una medida los resultados {\displaystyle |0\rangle } y {\displaystyle |1\rangle }. Puesto que la probabilidad total tiene que ser la unidad, α y β se deben relacionar por la ecuación:
{\displaystyle \|\alpha \|^{2}+\|\beta \|^{2}=1}
Esta ecuación simplemente asegura que en la medición se obtiene un estado o el otro. Debido a su naturaleza cuántica, cualquier medida del cúbit altera inevitablemente su estado: se rompe la superposición y colapsa en aquel estado de base que ha resultado de la medida, y {{\displaystyle \alpha ,\beta }} se transforma irreversiblemente en {{\displaystyle 0,1}}.
Alternativamente, el cúbit también puede describirse por medio de una matriz densidad. Para un cúbit en el estado {\displaystyle \left|\psi \right\rangle } el operador proyección correspondiente es:
{\displaystyle \rho _{\psi }=\left|\psi \right\rangle \left\langle \psi \right|}
En contraste con el vector de estado, la matriz de densidad está definida de forma unívoca. Mediante matrices densidad, es posible describir a cúbits cuyo estado no es bien conocido, los llamados «estados mezcla». En general se puede escribir la matriz densidad de un cúbit en la forma
(*){\displaystyle \rho ={\frac {1}{2}}\left(\mathbf {1} +\sum _{i=1}^{3}c_{i}\sigma _{i}\right),\quad c_{1}^{2}+c_{2}^{2}+c_{3}^{2}\leq 1}
donde {\displaystyle \mathbf {1} } es la Matriz unidad 2×2 y {\displaystyle \sigma _{i}} son las matrices de Pauli. La probabilidad de encontrar el estado {\displaystyle \left|\psi \right\rangle } en una medida viene dada por {\displaystyle p_{\psi }=\left\langle \psi \right|\rho \left|\psi \right\rangle }.

### Esfera de Bloch

Coordenadas esféricas.

El espacio de estados del cúbit se puede representar mediante un espacio vectorial complejo bidimensional. Esto no es práctico, así que comúnmente se aprovecha la biyección (y el homeomorfismo) entre la superficie de una esfera y el plano complejo si este se ha cerrado mediante el punto del infinito. Esta superficie se llama esfera de Bloch en honor del físico Felix Bloch. Cada estado del cúbit corresponde a un punto de la superficie de una esfera de radio unidad. Esto esencialmente significa que un cúbit tiene dos grados de libertad locales. Estos grados de libertad podrían ser la longitud y latitud, o como es más habitual, dos ángulos {\displaystyle \theta } y {\displaystyle \phi } en coordenadas esféricas, como se muestra en la figura. 
Una forma de entender esto es la siguiente: dada una base ortonormal, cualquier estado puro {\displaystyle |\psi \rangle } de un sistema cuántico de dos niveles puede ser escrito como superposición de los vectores de base
{\displaystyle |0\rangle } y {\displaystyle |1\rangle }, donde el coeficiente o peso de cada vector es un número complejo.
Dado que solamente la fase relativa entre los coeficientes de los vectores tiene significado físico, se puede tomar el coeficiente de {\displaystyle |0\rangle } como real y no negativo.
La mecánica cuántica también impone que la probabilidad total del sistema es la unidad, de forma que {\displaystyle \langle \psi ^{*}|\psi \rangle =1}. Dada esta condición, podemos escribir {\displaystyle |\psi \rangle } en la siguiente representación:
{\displaystyle |\psi \rangle =\cos \left({\tfrac {\theta }{2}}\right)|0\rangle \,+\,e^{i\phi }\sin \left({\tfrac {\theta }{2}}\right)|1\rangle =\cos \left({\tfrac {\theta }{2}}\right)|0\rangle \,+\,(\cos \phi +i\sin \phi )\,\sin \left({\tfrac {\theta }{2}}\right)|1\rangle }
con {\displaystyle 0\leq \theta \leq \pi } y {\displaystyle 0\leq \phi <2\pi }.

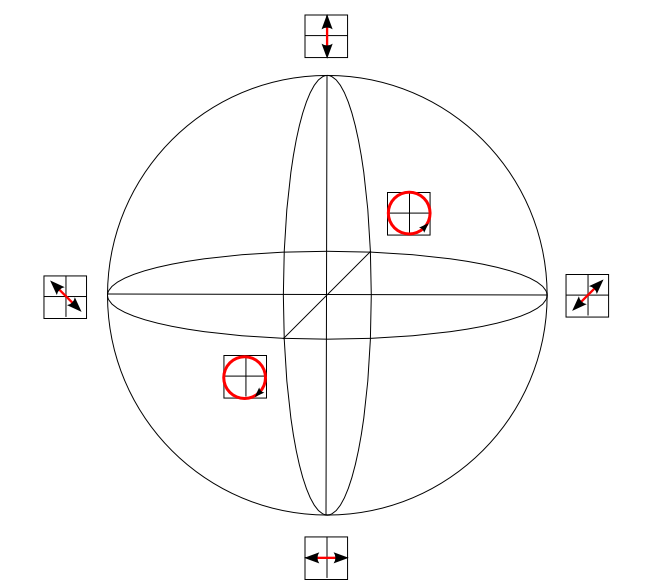
Representación en la esfera de Bloch de los estados de un cúbit basado en la polarización de un fotón.

Un caso intuitivo para el uso de la esfera de Bloch es el de la partícula de espín 1/2, en el que el punto sobre la esfera indica la dirección en la que el cúbit es función propia de la proyección del espín, esto es, donde se va a obtener un valor determinado, no probabilístico, para Sz. Sin embargo, es aplicable a cualquier cúbit. En la siguiente figura, a modo de ejemplo, se representan algunos estados de un cúbit basado en la polarización de un fotón: |0> y |1> son equivalentes a la polarización vertical y horizontal, dos de las combinaciones lineales con el mismo peso de |0> y |1> son las polarizaciones diagonales, y las otras dos son las polarizaciones circulares.
También es posible interpretar los puntos del interior de la esfera de Bloch como cúbits de los que no se tiene información completa, esto es, estados mezcla descritos cuánticamente por una matriz densidad. El punto central corresponde entonces a un cúbit sobre el que no se tiene absolutamente ninguna información. La probabilidad de obtener uno u otro resultado, al medir en cualquier base posible, sería 1/2. Esta interpretación es útil a la hora de pensar en medidas en distintas bases, también en el caso de estados puros. La diferencia de probabilidades entre los dos resultados posibles en una base de medida será la proyección del punto correspondiente a ese estado cuántico en la línea que representa a esa base. De esta forma, los estados puros son aquellos para los que es posible encontrar una base que dé uno de los dos resultados posibles con probabilidad unidad. Sin embargo, si medimos un estado puro en una base ortogonal, la proyección es cero, lo que se corresponde con una probabilidad de obtener uno u otro resultado de 1/2. Cuanto mayor es la mezcla del estado cuántico, esto es, cuanto más nos alejamos de la superficie de la esfera hacia su centro, menor es la diferencia entre las probabilidades de los dos resultados posibles, aunque usemos la base más adecuada.

### Sistema de varios cúbits
El estado conjunto de un sistema formado por N cúbits se describe como un punto en el espacio de Hilbert de dimensión 2N, el producto tensorial de los N espacios de Hilbert de cada cúbit. Se puede representar el estado compuesto de forma compacta, por ejemplo:
{\displaystyle \left|0100\right\rangle =\left|0\right\rangle _{1}\otimes \left|1\right\rangle _{2}\otimes \left|0\right\rangle _{3}\otimes \left|0\right\rangle _{4}}
donde la posición o el índice {1-4} indican el cúbit y el valor {0,1} indican el estado de cada cúbit. Todo producto directo entre estados de cúbits da lugar a un estado conjunto de N cúbits, por ejemplo:
{\displaystyle {\frac {1}{\sqrt {2}}}\left(\left|0\right\rangle _{1}+\left|1\right\rangle _{1}\right)\otimes {\frac {1}{\sqrt {2}}}\left(\left|0\right\rangle _{2}-\left|1\right\rangle _{2}\right)={\frac {1}{2}}\left(\left|00\right\rangle -\left|01\right\rangle +\left|10\right\rangle -\left|11\right\rangle \right)}
En cambio, no se aplica lo contrario: existen estados conjuntos de N cúbits que no se pueden describir como producto de los estados individuales de los N cúbits, por ejemplo {\displaystyle {\frac {1}{\sqrt {2}}}\left(\left|00\right\rangle +\left|11\right\rangle \right)}. Estos estados se conocen como entrelazados porque los estados de los dos cúbits no son independientes. La descripción de un único cúbit en un estado entrelazado solamente es posible mediante una matriz densidad, lo que muestra el grado parcial de la información sobre este cúbit. En este caso, la información que falta está relacionada con el entrelazamiento. De hecho, si solamente se emplean las matrices densidad de cada uno de los cúbits entrelazados no se está describiendo completamente el estado. Así, el entrelazamiento es una propiedad no local, que se expresa en las correlaciones cuánticas entre los cúbits que están entrelazados.

### Codificación de cúbits
Un caso particular de un sistema de varios cúbits es aquel en el que la información contenida en un solo cúbit se codifica con redundancia empleando para ello la correlación cuántica entre varios cúbits. Por ejemplo, con el código de Shor, un estado {\displaystyle |\psi \rangle =\alpha _{0}|0\rangle +\alpha _{1}|1\rangle } se transforma en un producto de 9 cúbits {\displaystyle |\psi '\rangle =\alpha _{0}|0_{S}\rangle +\alpha _{1}|1_{S}\rangle }, donde
{\displaystyle |0_{S}\rangle ={\frac {1}{2{\sqrt {2}}}}(|000\rangle +|111\rangle )\otimes (|000\rangle +|111\rangle )\otimes (|000\rangle +|111\rangle )}
{\displaystyle |1_{S}\rangle ={\frac {1}{2{\sqrt {2}}}}(|000\rangle -|111\rangle )\otimes (|000\rangle -|111\rangle )\otimes (|000\rangle -|111\rangle )}
A veces se habla de que se codifica un cúbit lógico en varios cúbits físicos (nueve, en el caso del código de Shor); también se puede hablar de cúbits auxiliares o ancilla, aunque este es un término genérico que se usa también para otros tipos de algoritmos cuánticos. En ciertas condiciones, es posible aprovechar este tipo de redundancia para determinar y corregir estas correlaciones cuánticas entre los cúbits físicos sin necesidad de medir el estado cuántico del cúbit lógico. De esta forma, es posible corregir errores en un cúbit sin medir su valor. Aquí hay una diferencia crucial con la corrección de errores en la informática clásica: medir el valor de un bit clásico es una operación habitual para corregir errores, mientras que al medir un cúbit generalmente se perturba su valor.

## Implementación física
Cualquier estado cuántico de dos niveles se puede utilizar para representar un cúbit. Los sistemas de niveles múltiples se pueden utilizar también, si poseen dos estados que se puedan desemparejar con eficacia del resto (por ejemplo, el estado fundamental y el primer estado excitado de un oscilador no lineal). Hay varias opciones de este tipo de sistemas que se han puesto en práctica con diferentes grados de éxito. Por otro lado, distintas implementaciones de cúbits podrían emplearse juntas para construir un computador cuántico, de la misma forma que se hace en la computación clásica, en donde un bit puede representarse mediante el estado de un transistor en una memoria, por el estado de magnetización de un disco duro o por la transmisión de corriente en un cable.

### Concepto de cúbit en una red
Para definir cúbits en una red, suele recurrirse a lo que se conoce como codificación en doble canal. En transmisión de información clásica en forma de bits (esencialmente secuencias de 0 y 1), significa que un canal se encarga de transmitir el valor 0 mientras que un segundo se encarga de transmitir el valor 1.
En el caso de cúbits en una red, se implementan a partir del confinamiento de un bosón en un par de pozos de potencial vecinos: los estados  y  del cúbit se asocian a los casos en que la partícula está localizada en el pozo de la izquierda y el de la derecha, respectivamente. Al tratarse de un sistema cuántico, existirán superposiciones de dichos estados.
Análogamente, un sistema de n cúbits puede implementarse (en el caso unidimensional) a partir de n bosones situados en n pares de pozos de potencial, con un bosón por pareja de pozos.
La implementación física de este tipo de cúbit requiere en algunos casos (y debido generalmente a problemas de coherencia) de un tercer pozo auxiliar.
Es importante tener en cuenta que, aunque este espacio lógico consta solo de los estados  {\displaystyle |0\rangle } y  {\displaystyle |1\rangle }, y sus superposiciones, se trabaja con un sistema cuántico, por lo que existen gran cantidad de estados físicos que no pertenecen al espacio lógico, pero que sin embargo son potencialmente accesibles. Esto es uno de los problemas con los que hay que lidiar en la implementación física de cúbits.

### Sistemas atómicos, moleculares y ópticos

#### Trampa de iones o de átomos
Si se considera un ion atrapado en una trampa iónica y enfriado mediante láser, es posible considerar como un cúbit al estado fundamental y uno de sus estados excitados electrónicos. Se han llevado a cabo experimentos que muestran operaciones elementales de computación en este tipo de sistemas, en los que la interacción de Coulomb actúa como comunicación entre cúbits. La manipulación de decenas de iones en ese tipo de trampas conlleva enormes dificultades experimentales; se han hecho propuestas teóricas sobre cómo escalar ese tipo de esquema a un número mayor de cúbits, a base de conectar entre sí una serie de trampas, moviendo a los iones entre ellas cuando es necesario para establecer entrelazamiento o puertas lógicas.

#### Espines nucleares
El espín de los distintos núcleos atómicos de una molécula sencilla, o más exactamente, la polarización de la magnetización de esos núcleos en un vasto número de moléculas idénticas puede ser usada como cúbits. Varias de las técnicas de resonancia magnética nuclear en disolución que fueron desarrolladas en la segunda mitad del siglo XX pueden ser reinterpretadas en el contexto de la computación cuántica, en concreto algunos de los pulsos de ondas de radio que se usan habitualmente en experimentos sofisticados de elucidación de estructuras químicas se han usado como puertas lógicas cuánticas. En los años 90 se sucedieron una serie de experimentos de demostración de las bases de la computación cuántica mediante esta implementación. Los primeros resultados fueron espectaculares comparados con otras implementaciones físicas de cúbits, pues se beneficiaban de la ciencia y la tecnología de un campo maduro, sin embargo desde entonces el progreso ha sido más lento, principalmente porque el problema de escalar estos experimentos a un número mayor de cúbits se encuentra con problemas fundamentales.

### Sistemas de estado sólido

#### Puntos cuánticos
Un punto cuántico, generalmente es una nanoestructura semiconductora que confina el movimiento, en las tres direcciones espaciales, de los electrones de la banda de conducción, los huecos de la banda de valencia, o excitones (pares de enlaces de electrones de conducción de banda y huecos de banda de valencia). El confinamiento típicamente se produce mediante potenciales electrostáticos generados por electrodos externos. Se trata, por ejemplo, de una superficie en la que mediante potenciales electrostáticos se han definido regiones casi aisladas entre sí, en cada una de las cuales puede haber un número pequeño de electrones libres, como cero, uno o dos. Cada región sería un punto cuántico. La clave es que un punto cuántico tiene un espectro discreto de energía cuantizada, esto es, se comporta de forma similar a un átomo, y esta semejanza se aprovecha a la hora de utilizar puntos cuánticos como cúbits.
Un artículo altamente relevante para este campo fue el de Daniel Loss y David P. DiVincenzo de 1998 en el que propusieron cómo implementar un conjunto universal de puertas lógicas cuánticas mediante la manipulación de los estados de espín de una serie de puntos cuánticos. La regulación del voltaje los electrodos  externos, en este caso, sirve para controlar la barrera potencial electrostática que regula la interacción entre los espines de los electrones atrapados en cada punto cuántico por efecto túnel.

#### Uniones de Josephson: fase, carga, flujo
Se han llevado a cabo numerosos estudios teóricos e implementaciones experimentales de cúbits basados en las uniones de Josephson entre materiales superconductores, que aprovechan las propiedades de los pares de Cooper. En particular, se han preparado y caracterizado superposiciones de estados en anillos superconductores entre corrientes en un sentido y en sentido opuesto. Estas investigaciones se enmarcan en los estudios de las uniones de Josephson como sistemas cuánticos con un número macroscópico de partículas, parte de la exploración de la frontera entre la física clásica y la cuántica.

#### Defectos cristalinos en diamante
Entre los muchos posibles defectos cristalográficos de los diamantes se encuentran los pares de nitrógeno-vacante, NV, que consisten en la sustitución de dos átomos de carbono por uno de nitrógeno, quedando una de las posiciones sin ocupar. Por la diferencia de configuración electrónica entre el carbono, que tiene cuatro electrones de valencia y el nitrógeno, que tiene cinco, esto conlleva necesariamente un electrón desapareado. Sin embargo, el caso que ha sido más explorado es el centro nitrógeno-vacante aniónico, en el que hay un electrón extra ocupando la vacante, con una fuerte interacción de canje que resulta en un estado de espín S=1. Como ese espín presenta un considerable desdoblamiento a campo nulo, el par ms={\displaystyle \pm }1 es lo que puede servir como cúbit, y se han llevado a cabo experimentos que muestran el acoplamiento coherente entre dos de estos cúbits. También se ha logrado observar dinámicas de espín coherentes entre el espín electrónico y el espín nuclear de algunos átomos 13C cercanos al centro NV, que pueden considerarse como una memoria, puesto que están relativamente protegidos de la decoherencia.

#### Ordenador de Kane

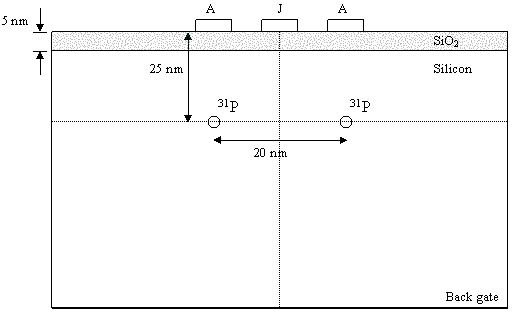
Esquema de la computadora cuántica de Kane

El computador cuántico de Kane es un proyecto de computador cuántico escalable propuesto por Bruce Kane en 1998, en la universidad de Nueva Gales del Sur. Pensado como híbrido entre un punto cuántico y un computador cuántico basado en Resonancia Magnética Nuclear, el ordenador de Kane se basa en una serie de átomos dadores de fósforo encajados en un enrejado de silicio puro. Tanto los espines nucleares de los átomos como los espines de los electrones participan en la computación.
El proyecto original propone que los donantes de fósforo sean dispuestos con una separación de 20 nm, aproximadamente 20 nm bajo la superficie. Se incluye una capa aislante de óxido sobre el silicio. Puertas A metálicas se sitúan en la superficie del óxido, sobre los donantes, y puertas J entre donantes contiguos.

### Primer ordenador cuántico
En 2019, la compañía IBM presentó el primer ordenador cuántico comercial del mundo, el IBM Q System One, mostrado en el Consumer Electronics Show de Las Vegas (CES) en un cubo hermético de 2,7 metros hecho de vidrio de 1,27 centímetros de espesor. Este ordenador combina técnicas de computación cuántica junto con técnicas más tradicionales para lograr un mayor desempeño.